# Zarenkolambrus epibranchialis
Zarenkolambrus epibranchialis is een krabbensoort uit de familie van de Parthenopidae. De wetenschappelijke naam van de soort is voor het eerst geldig gepubliceerd in 1990 door Zarenkov.